# Hispo sulcata
Hispo sulcata là một loài nhện trong họ Salticidae.
Loài này thuộc chi Hispo. Hispo sulcata được Fred R. Wanless miêu tả năm 1981.